# Dax (Star Trek: Deep Space Nine)
„Dax” (titlu original: „Dax”) este al 8-lea episod din primul sezon al serialului TV american științifico-fantastic Star Trek: Deep Space Nine . A avut premiera la 14 februarie 1993 .
Episodul a fost regizat de David Carson după un scenariu de D. C. Fontana și Peter Allan Fields bazat pe o poveste de Peter Allan Fields. D. C. Fontana a scris scenariul și pentru câteva episoade originale.

## Prezentare
Jadzia Dax este acuzată de o crimă comisă de simbiontul ei într-o viață anterioară. 

## Actori ocazionali
- Gregory Itzin - Ilon Tandro
- Anne Haney - Judge Renora
- Richard Lineback - Selin Peers
- Fionnula Flanagan - Enina Tandro